# Драгоевич, Срджан
Срджан Драгоевич (серб.: Срђан Драгојевић, произношение [sř̩d͡ʑan drâɡojeʋitɕ], 1 января 1963) — сербский кинорежиссёр, известный фильмами о периоде Югославских войн. Наиболее прославившие его картины — «Красивые деревни красиво горят», «Раны» и «Парад». Ведущий и один из самых популярных режиссёров современного сербского кинематографа. С 2010 года политик, бывший член Социалистической партии Сербии, с 2013 депутат Парламента Сербии.

## Биография
Родился в семье журналиста, главного редактора белградской газеты и переводчицы с французского. Драгоевич описывал сам себя, как «ребёнок из среднего класса коммунистической номенклатуры Сербии». В юности играл на гитаре в панк/нью-вейв группе TV Moroni (дословно: «ТВ Дебилы»). Впоследствии это нашло отражение в его фильмах, саундтрек которых изобилует сербским и европейским рок-н-роллом и панк-музыкой. Работал журналистом для журналов Polet и Start.

В 1986 выпустил сборник «Книга акционистской поэзии» (Knjiga akcione poezije), за который был удостоен награды имени Бранко. По собственному признанию, его вдохновляла поэтика Владимира Маяковского:
Для меня советское искусство — художественная вершина XX века. Рассказы о тысячах людей, слушающих живую поэзию, очаровали и вдохновили меня. Это была не просто поэзия, это было тончайшее искусство, которое проникло в простые слои населения — рабочих и крестьян. И сообщило важные идеи. И говорило с людьми, которые до этого никогда не имели опыта поэзии. Вы знаете, после успеха моей книги Ассоциация сербских писателей отправляла меня на разные поэтические чтения в различные культурные центры. Но все, что мы видели, это двадцать бабушек, которые, вероятно, пришли, чтобы немного размяться. Ни одного молодого человека, совершенно удручающе! Я знал, что мне должен срочно поменять среду. 
Прежде, чем полностью уйти в киноискусство он выпустил в 1988 году сборник «Дядя кузнец обул младенца» (Čika kovač potkiva bebu). В 1994 он выпустил короткий сборник эссе и поэзии «Иногда нужно прочесть несколько книг, чтобы не выглядеть в обществе глупо» (Katkad valja pročitati poneku knjigu da ne ispadnete glupi u društvu).
Окончил Философский факультет Белградского университета со степенью по клинической психологии. С 1987 изучат кино и теле-ремесло в Университете искусств, под руководством профессора Бажо Шарановича.

## Карьера в кинематографе
Вы создали свой первый фильм в 29 лет. Какой совет можете дать начинающим режиссёрам?

— Свой первый фильм я создавал в абсолютно в других условиях — во времена социализма. Мир тогда был совершенно другим. И поэтому, к сожалению, единственный совет, который я могу дать режиссёру — не выбирать эту профессию. Иначе вся ваша жизнь будет очень и очень мучительной, полной разочарований, нехватки денег, недостатка самоуважения. Это действительно очень тяжело быть режиссёром в условиях капитализма, в первую очередь, в условиях нашего переходного капитализма, как в Сербии, Украине, России. Лучше избежать этого совсем.

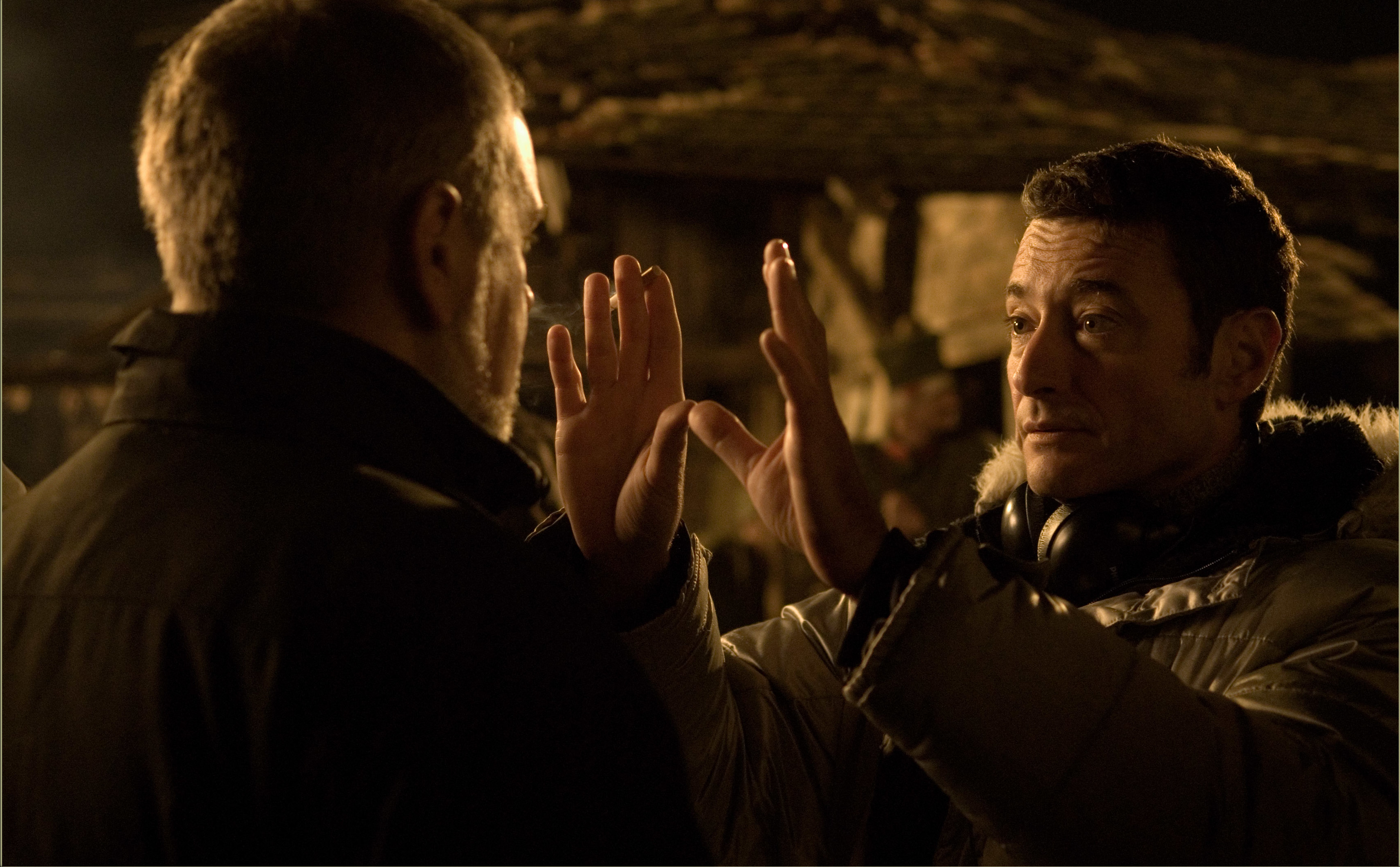
Драгоевич на съёмках фильма «Святой Георгий убивает дракона», 2007

Дебютировал в 1992 с трагикомедией «Мы не ангелы», которая стала настолько популярной, что получила два продолжения. Однако настоящим прорывом стал фильм «Красивые деревни красиво горят», частично основанного на документальной повести «Туннель» сербского журналиста Вани Булича. Фильм снимался в 1995 году, прямо во время Гражданской войны в Боснии. Параллельно с кинокарьерой Драгоевич активно участвовал в общественной деятельности. Выступал с яркой критикой правительства Слободана Милошевича и принимал участие в протестах. Его следующий фильм «Раны» (1998) продолжил тему Югославской войны, а также её преодоления. Фильм имел успех на кинофестивале Sundance в США, что позволило Драгоевичу заключить контракт с кинокомпанией Miramax. В 1999 году, когда Белград подвергся бомбардировкам силами НАТО, с женой и двумя детьми покинул страну. С 1999 по 2001 год жил в Лос-Анджелесе и был задействован в нескольких кинопроектах, которые были впоследствии отменены. В частности, рассматривался в качестве режиссёра фильма «Мексиканец».
В 2001 году вернулся в Сербию.

## Политическая карьера
С молодости Драгоевич принимал активное участие в протестных акциях и околополитической деятельности. Он декларирует свои взгляды как коммунистические.
В 2010 году Драгоевич стал членом Социалистической партии Сербии, а вскоре и членом Главного правления СПС. На парламентских выборах 2012 года он был кандидатом от СПС в депутаты, но стал депутатом только после перестановок в правительстве в августе 2013 года. На восьмом съезде Социалистической партии Сербии 11 декабря 2010 года Драгоевич был делегатом. На выборах президента Республики в 2017 году поддержал Сашу Янковича, за что был исключен из состава Социалистической партии Сербии. При этом, однако, остался членом Парламента Сербии как народный депутат.

## Личная жизнь
Драгоевич был женат на Татьяне Стругар, художнице по костюмам и дизайнере, с 1988 по 2007 года. У них трое детей: Ирина, Ева и сын Матия.

## Фильмография
| Год  | Фильм                                            | Режиссёр | Сценарист | Продюсер | Награды/ Номинации |
| ---- | ------------------------------------------------ | -------- | --------- | -------- | --- |
| 1992 | Мы не ангелы                                     | Да       | Да        | Нет      | |
| 1994 | Dva sata kvalitetnog TV programa                 | Да       | Нет       | Да       | Специальный новгодний телефильм, набор комедийных скетчей                                                               |
| 1995 | Открытые врата                                   | Да       | Нет       | Нет      | Сериал, снял несколько эпизодов                                                                                         |
| 1996 | Красивые деревни красиво горят                   | Да       | Да        | Нет      | Награда Международного жюри Кинофестиваля в Сан-Паулу                                                                   |
| 1998 | Раны                                             | Да       | Да        | Нет      | «Бронзовый конь», Кинофестиваль в Стокгольме                                                                            |
| 2005 | Мы не ангелы 2                                   | Да       | Нет       | Да       | |
| 2006 | Мы не ангелы 3: Рок-н-ролл наносит ответный удар | Нет      | Да        | Да       | |
| 2009 | Святой Георгий убивает дракона                   | Да       | Нет       | Да       | «За лучший художественный вклад», Монреальский кинофестиваль                                                            |
| 2010 | Монтевидео: Божественное видение                 | Нет      | Да        | Нет      | |
| 2011 | Парад                                            | Да       | Да        | Да       | Награда экуменистического жюри, Panorama Audience Award Fiction Film и Приз читательского жюри Берлинский кинофестиваль |
| 2014 | Из грязи — в князи                               | Да       | Да        | Да       | |
| 2020 | Небеса                                           | Да       | Да        | Нет      | |
| 2020 | Застой                                           | Нет      | Нет       | Да       | |